# 另我
另我（拉丁語：Alter ego）是另一个自我，通常被认为与一个人正常或原有的性格有鲜明区别。拥有一个另我的人需要过双重生活。这个词首次出现于19世纪初心理学家描绘解离性人格疾患时。西塞罗在公元一世纪的古罗马创造了这个词汇，并作为其哲学建构的一部分。但他将其（这一词）形容为“一个第二个自我，一个值得信赖的朋友”。
另我的显着意义可以在文学分析中发现，其中它描述了一个角色有着不同的工作，然而心理学角度类似；或一个虚构人物的行为，言语或思想等表现实际来自文学作者。它也用来设计一个作品中的密友，或是另一个角色。同样，这一词汇的可以指一个演员或其他类型的表演者所饰演的角色或人物。
“另一个自我”的存在，最早公认出现于1730年代。德国精神学家弗朗茨·安东·麦斯麦用催眠来分隔出了另我。这些实验表明一个人，与他在清醒状态时相比，他在催眠状态下的行为模式个性鲜明。在同一个躯体内，另一个性格在他改变了的意识中开始出现。
另我也指人在某些情况下显示出来的不同的行为模式。相关概念包括化身、分身、替身（Impersonator）和解离性人格疾患。